# 國泰醫療財團法人

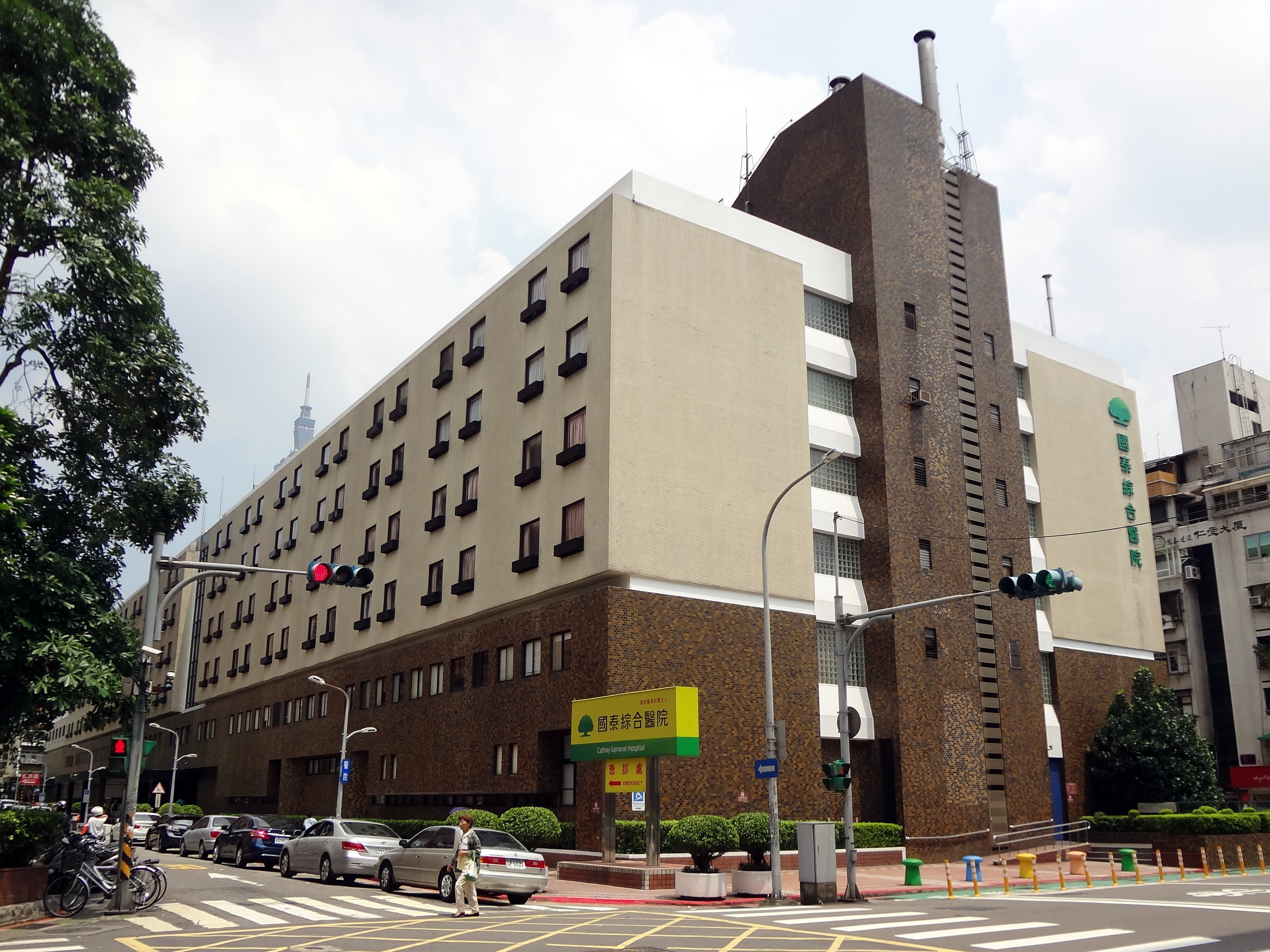
國泰綜合醫院本院

國泰醫療財團法人原稱財團法人國泰綜合醫院，創立於西元1974年，由國泰人壽捐助成立，目前旗下有三家醫院及一家診所。

## 歷史
國泰綜合醫院於1977年2月15日開幕，由於與國立臺灣大學醫學院及附設醫院取得建教合作關係，因而奠定良好的基礎。成立之初，規劃為一般病床300床，初期開放180床，並配合臺大醫學院推行醫師專勤制度，提供臺大醫院醫師兼診，提升醫療水準。
國泰綜合醫院（院本部）分別於1984年、1986年、1995年完成擴建工程，病床數亦增加至六百床。1997年10月，正式成立內湖分院，設有一般病床100床，並增設精神科。2000年成立國泰臨床醫學研究中心。2002年8月，成立新竹分院（後改稱新竹國泰醫院），設有一般病床217床、特殊病床131床。2005年12月7日，成立汐止分院（後改稱汐止國泰醫院），設有一般病床480床、特殊病床111床。2008年4月1日，內湖分院歇業，改由內湖國泰診所繼續服務。2008年12月，配合《醫療法》修正條文，更名為國泰醫療財團法人，所屬醫療機構併同更名。2021年9月9日，內湖國泰診所擴大規模，搬遷至宏匯瑞光廣場新址。

### 沿革
- 1974年3月5日，由本院捐助人國泰人壽與國立台灣大學醫學院附設醫院共同召開本院籌設第一次座談會，奠定醫院設立之大綱。
- 1974年4月4日，成立董事會與監事會，組織並召開董監事聯席會議，推選蔡萬春為董事長，並聘陳炯明博士為院長。
- 1974年6月11日，經行政院衛生署核准設立「財團法人國泰綜合醫院」。
- 1975年6月3日，於台北市仁愛路四段院址由董事長主持動土開工。
- 1976年，與國立台灣大學醫學院附設醫院訂定醫療合作。
- 1977年2月15日，本院落成開幕，院區分本館及分館兩棟建築，設有內、外、婦產、小兒、耳鼻喉、眼、牙、皮膚、泌尿、神經、復健、放射等醫療科及病床300床。
- 1977年，外科施行第一例開心手術(五個月內完成開心百人)。
- 1978年，電腦化作業系統啟用、心導管室啟用、急診及開刀房擴建。
- 1979年，獲中華民國教育部評定為「貳級教學醫院」。
- 1980年，董事會改選，推選蔡萬霖為董事長。
- 1981年，啟用腦部電腦斷層掃描儀。
- 1984年，本館西側工程完工啟用。
- 1985年，成立洗腎中心、開辦公保門診及設立夜間門診。
- 1986年，成立救心小組與新生兒急救小組提供24小時急救服務、第一分館擴建完成、購置全身型電腦斷層掃瞄儀、本館至第一分館間地下道完工啟用。
- 1987年，與台北市護理師護士公會簽約，為台北市第一家實施居家護理工作醫院。
- 1990年，成立急診醫學科、啟用磁振影像掃描儀、完成首例由國人自行執行之「腹腔鏡膽囊切除手術」。
- 1991年，衛生署暨教育部醫院評鑑為「準醫學中心」。
- 1992年，洗腎中心引進腹膜透析療法、成立「試管嬰兒實驗室」。
- 1993年，兩年內完成五百例腹腔鏡膽囊切除手術、一般外科首度完成三例非充氣腹腔鏡手術、本院首位試管嬰兒誕生。
- 1995年，本院首例腎臟移植順利完成。
- 1996年，PTCA術超過1000例、開心手術完成5000例、購置第二分館，遷入健康檢查中心及美容整形中心。
- 1999年，引進雙向數位式心臟血管攝影X光機、充分完成因應Y2K年序危機作業，獲行政院發布最快通報之大型醫院單位。
- 2001年，醫院暨教學醫院評鑑本院獲評為「醫學中心」及「甲類教學醫院」。
- 2003年，獲衛生署頒發防治SARS有功醫療機構獎。
- 2004年，1月3日董事會推選蔡宏圖先生為董事長。
- 2005年，啟用多院區無片化PACS影像傳輸系統、開發完成觸控式螢幕藥物辨識系統，提供民眾上線查詢及藥物辨識。
- 2006年，第二分館增設高階醫學影像健檢中心。
- 2008年，總院通過九十七年度新制醫院評鑑特優暨教學醫院評鑑優等(最高等級)、獲台北市政府衛生局九十七年度醫院醫療安全督導考核最績優單位、醫療費用收據規範獲台灣醫療改革基金會評比為18家醫學中心最佳者。
- 2009年，完成本院首例肝臟移植、成立資訊部、8月10日董事會推選蔡萬德先生為董事長。
- 2011年，開發行動醫療資訊整合系統iMMIS，結合17項醫療系統，以雲端科技整合病患相關資料，經手持行動設備即時掌握病患資訊及適時處置。
- 2012年，心臟外科完成8000例開心手術、8月8日董事會推選蔡宏圖先生為董事長。
- 2013年，修訂該院核心價值為「誠信、當責、創新」、增置第三代達文西機器手臂微創手術系統。
- 2014年，獲衛生福利部認定為「人類免疫缺乏病毒指定醫事機構」。
- 2015年，總院開刀房設置複合式手術室、聖克里斯多福吉尼維斯國總理8月蒞院健檢、總院行動醫療團二次至斐濟醫療服務及衛教。
- 2016年，連續三年蟬聯壹週刊「服務第壹大獎」醫療院所類第一名、參與外交部合作之「巴拉圭醫療資訊管理效能提升計畫」。
- 2020年，成立「生醫產學辦公室」。新竹分院與清大簽定運動醫學服務計畫MOU合作
- 2021年，內湖國泰診所擴大規模，搬遷至宏匯瑞光廣場，於9月9日開始正式營運。
- 2022年，獲醫策會國家醫療品質獎NHQA智慧醫院全機構標章。參與國合會「與聖露西亞慢性病防治體系建構計畫」簽署MOU。擔任清華大學學士後醫學系教學醫院。
- 2024年，通過112年度醫學中心醫院評鑑醫學中心認證。與中央大學簽署教學研究合作協議。

## 歷任院長
| 任次 | 姓名   | 任職期間    |
| ---- | ------ | ----------- |
| 1    | 陳炯明 | 1977~1996年 |
| 2    | 陳楷模 | 1996~2006年 |
| 3    | 黃清水 | 2006~2010年 |
| 4    | 林志明 | 2011~2015年 |
| 5    | 李發焜 | 2015~2024年 |
| 6    | 簡志誠 | 2024~       |

## 組織

### 行政部門
- 院長室
- 資訊部
- 管理部
- 總務部
- 品質管理部

### 醫療部門
- 內科部   
  - 心臟內科
  - 消化內科
  - 腎臟內科
  - 呼吸胸腔科
  - 血液腫瘤科
  - 神經內科
  - 內分泌新陳代謝科
  - 風濕免疫科
  - 感染科
  - 整合醫學科

- 外科部   
  - 一般外科
  - 心臟血管外科
  - 神經外科
  - 骨科
  - 整形外科
  - 大腸直腸外科
  - 泌尿科
  - 外科重症暨外傷科
  - 胸腔外科

- 心血管中心   
  - 一般心臟醫學科
  - 介入性心血管科
  - 心臟電生理學科
  - 心臟血管手術科

- 其他醫療科系   
  - 婦產科
  - 小兒科
  - 耳鼻喉科
  - 眼科
  - 皮膚科
  - 急診醫學部
  - 麻醉科
  - 放射線科
  - 精神科
  - 口腔醫學科
  - 復健科
  - 家庭醫學科
  - 核子醫學科
  - 放射腫瘤科
  - 病理科
  - 臨床病理科
  - 一般醫學科
  - 老人醫學科
  - 職業醫學科

- 醫療中心
  - 健康檢查中心
  - 高階影像醫學中心
  - 醫學美容中心
  - 國際醫學中心

- 醫學研究部

- 教學部

## 各院介紹

### 國泰綜合醫院

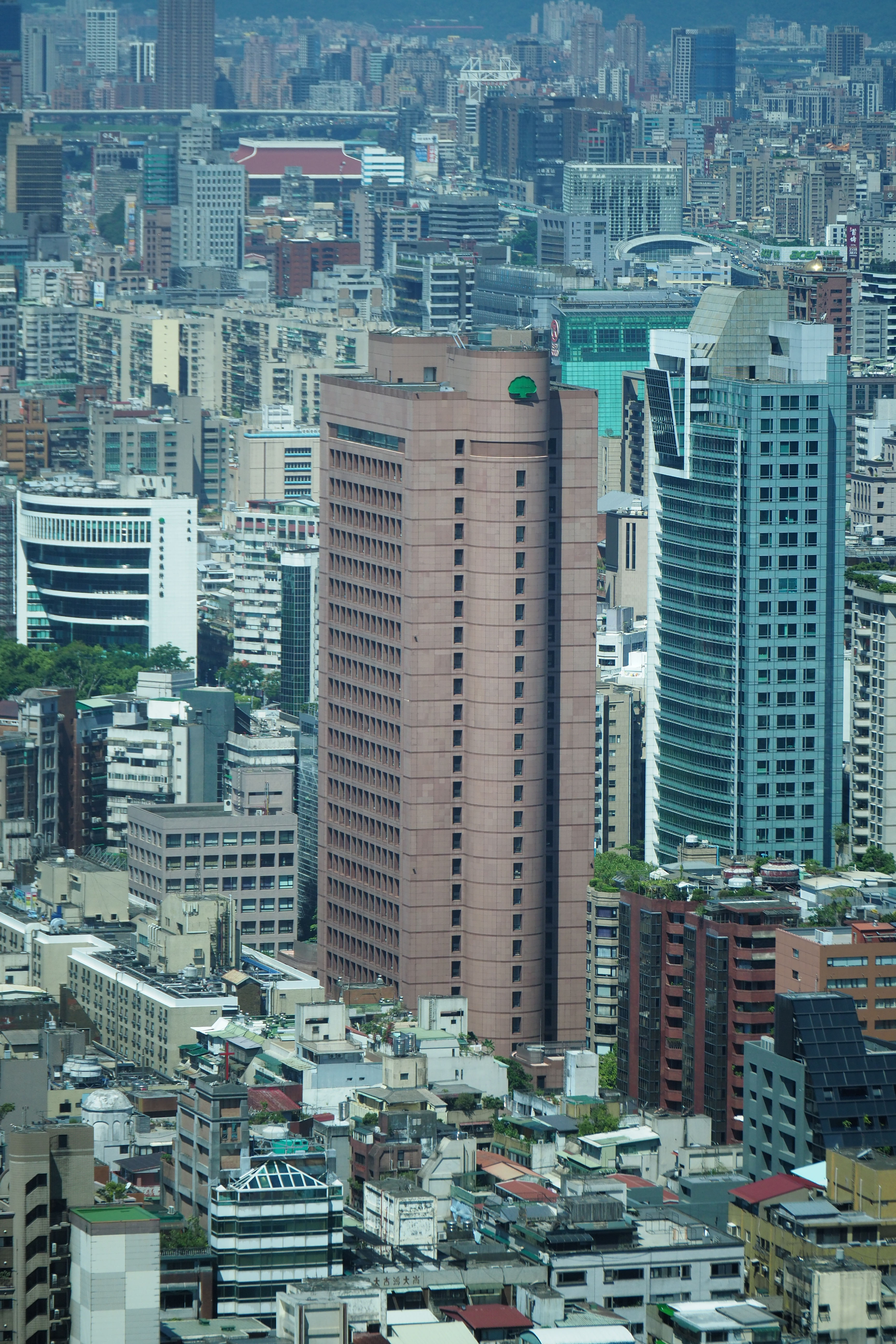
國泰綜合醫院位於國泰人壽總部大樓左側

#### 本館暨第一分館
西元1977年2月15日創立，地址為臺北市大安區仁愛路四段280號，西元2001年（民國90年）獲評為醫學中心。

#### 第二分館
於西元1996年購置，地址為臺北市大安區仁愛路四段266巷6號。

### 新竹國泰綜合醫院
西元2002年8月8日創立，地址為新竹市東區中華路二段678號，西元2003年（民國92年）獲評為地區教學醫院。

### 汐止國泰綜合醫院
西元2005年12月7日創立，地址為新北市汐止區建成路59巷2號，西元2009年（民國98年）獲評為新制醫院評鑑「優等」。

### 內湖國泰診所
原內湖分院成立於西元1997年10月。因原大樓租約到期，於西元2008年3月31日結束營業，另覓新址(台北市內湖區瑞光路506號1~2樓)設立內湖國泰診所。 後於西元2021年9月9日擴大規模，搬遷至台北市內湖區宏匯瑞光廣場現址。

## 外部連結
- 官方网站
- .   [2020-10-04]. （原始内容存档于2019-05-02） （中文（臺灣））.
- .   [2021-01-19]. （原始内容存档于2020-10-30） （中文（臺灣））.
- .   [2021-01-19]. （原始内容存档于2020-11-28） （中文（臺灣））.